# Garden (Utah)
Garden – jednostka osadnicza w Stanach Zjednoczonych, w stanie Utah, w hrabstwie Rich.